# پوگوست (شهرستان کارگوپولسکی، استان آرخانگلسک)
پوگوست (به روسی: Погост) یک منطقهٔ مسکونی (یک روستا) در روسیه است که در استان آرخانگلسک در بخش کارگوپولسکی واقع شده‌است.